# Leandro Paredes
Leandro Daniel Paredes, född 29 juni 1994, är en argentinsk fotbollsspelare som spelar för AS Roma i Serie A och för Argentinas landslag. Han blev uttagen i Argentinas trupp som vann Fotbolls-VM 2022 i Qatar. Paredes spelar främst som central mittfältare och är känd för sitt passningsspel, positionering och för sina defensiva egenskaper.

## Klubbkarriär

### Boca Juniors
Paredes föddes i San Justo, Buenos Aires. Paredes är av paraguaysk härkomst.
Han inledde sin fotbollskarriär i Boca Juniors och debuterade för klubben i en 2-0 förlust borta mot Argentinos Juniors den 7 november 2010. Under andra halvan av säsongen 2013/2014 var han utlånad till Chievo Verona i Serie A.

### AS Roma
Den 19 juli 2014 lånades Paredes av AS Roma med en köpoption som verkställdes i juni 2015. Han gjorde sin debut för klubben den 27 september 2014 då han hoppade in i andra halvlek i en 2-0 vinst över Hellas Verona. Den 8 februari 2015 gjorde han sitt första mål för klubben i en 2-1 seger över Cagliari. Paredes var under säsongen 2015/2016 utlånad till Empoli. Han återvände till Roma inför säsongen 2016/2017 där han gjorde tre mål på 41 matcher.

### Zenit Sankt Petersburg
Den 1 juli 2017 meddelade den ryska storklubben Zenit att man värvat Paredes för en övergångssumma på 23 miljoner euro. Han debuterade för klubben i en 2-0 vinst borta mot SKA Khabarovsk. Han gjorde sitt första mål för klubben i en 4-0 vinst hemma mot Achmat Groznyj. Han spelade sammanlagt 39 matcher under sin debutsäsong och gjorde sex mål. Han gjorde sitt första mål i Europa League den 7 december 2017 mot Real Sociedad. Han spelade 22 matcher under första halvan av säsongen 2018/2019 och gjorde 4 mål. I januari bekräftade Zenit att man sålt Paredes till franska Paris-Saint Germain för en rapporterad övergångssumma på 400 miljoner kronor (40 miljoner euro) och blev därmed den näst dyraste försäljningen i Zenits historia efter Hulks övergång till kinesiska Shanghai SIPG för 550 miljoner kronor. (55 miljoner euro)

### Paris-Saint Germain
Den 29 januari 2019 värvades Paredes av Paris Saint-Germain, där han skrev på ett 4,5-årskontrakt. Han debuterade borta mot Olympique Lyon den 3 februari 2019 i en 2-1 förlust. Han gjorde sitt första mål för klubben i åttondelsfinalen av Coupe de France den 29 januari 2019 i en 2-0 vinst mot Pau FC. Han gjorde sitt första ligamål den 10 april 2021 mot RC Strasbourg. Paredes spelade totalt 117 matcher för Paris-Saint Germain och gjorde sammanlagt tre mål. Den 31 augusti 2022 lånades Paredes ut till italienska Juventus på ett säsongslån.

### Återkomst till AS Roma
Den 16 augusti 2023 återvände Paredes till AS Roma, där han skrev på ett tvåårskontrakt.

## Landslagskarriär
Paredes debuterade för Argentinas landslag den 13 juni 2017 i en 6–0-vinst över Singapore, där han även gjorde sitt första mål. Han var med och vann Copa America 2021 med Argentina och den 18 december 2022 blev han världsmästare med Argentina då man besegrade Frankrike i finalen efter straffar.